# Марсовски ровер 2020.
Марсовски ровер 2020. (енгл. Mars 2020 rover mission) је мисија на Марс агенције NASA. Ровер је тренутно у фази развоја, одабрани су инструменти који ће бити уграђени али се са самом конструкцијом још није почело. Планирано је да ровер буде базиран на конструкцији ровера Кјуриосити, који од 2012. године истражује површину Марса. Предложено место слетања ровера је кратер Језеро на координатама 18° 51′ 18″ С; 77° 31′ 08″ И / 18.855° С; 77.519° И.
NASA је примила више од 60 предлога за инструменте који ће бити уграђени у ровер, а 31. јула 2014. изабрано је седам инструмената. Агенција NASA је 15. јула 2016. званично одобрила почетак изградње ровера и потврдила да се лансирање планира у лето 2020. године.

## Конструкција
Конструкција ровера биће базирана на претходном успешном роверу – Кјуриосити, али ће научни инструменти бити другачији. Цео систем слетања (укључујући небески кран), као и шасија ровера биће потпуно идентични онима на претходном роверу. Овим се смањује свеукупан ризик мисије, као и добар део средстава која би морала да се утроше за развој. Ровер ће се напајати радиоизотопним термоелектричним генератором, који је био резерва за ровер Кјуриосити.
Цена мисије, укључујући лансирање, требало је да буде 1,5 милијарди долара, са маргином од 200 милиона долара. Претходни ровер коштао је 2,5 милијарди, тако да би уштеда била велика. У изради ровера учествују и инжењери који су радили на претходном роверу. Међутим, у јулу 2016. објављено је да ће ровер вероватно коштати око 2,1 милијарде долара, уз додатних 300 милиона за трајање мисије на површини Марса у трајању од једне године (марсовске, око две земаљске). Цена израде ровера порасла је услед избора инструмената који су значајно сложенији од планираних.

## Инструменти
- – спектрометар флуоресцентних X-зрака који ће одредити елементарни састав материјала на површини Марса[19][20],
- – подповршински радар који ће испитати састав тла до дубине од неколико метара[21][22],
- – више сензора који ће обезбедити мерење температуре, брзине и правца ветра, притиска, релативне влажности ваздуха и облика и велићине прашине у атмосфери (инструмент из Шпаније)[23],
- – екпериментални инструмент, који ће из угљен-диоксида у атмосфери производити кисеоник[24]; ова технологија би у будућности могла да се користи као извор кисеоника за посаду или као извор ракетног горива[25],
- – инструмент којим ће се испитивати састав стена са удаљености; сличан је инструменту -{ChemCam}- на роверу Кјуриосити, али ће моћи да трага и за биолошким траговима[26],
- – стереоскопска камера са могућношћу зумирања,
- – ултраљубичасти Раманов спектрометар који ће одредити минералогију и моћи ће да детектује органска једињења[27][28],
- – хеликоптер/дрон са соларним напајањем, масе 1 кг, који ће помоћи у одређивању локација за истраживање и одабиру најбоље руте којом ће се ровер кретати[29][30]; хеликоптер би летео највише 3 минута и прелазио око 1 км током једног соларног дана[31]; поседује коаксијални ротор, камеру високе резолуције, и систем за слање података до ровера.[32]

- MOXIE
- PIXL[19]
- SHERLOC[27]
- Дрон на соларно напајање
- Скупљање узорака